# Mark Rakita
Mark Semionovici Rakita (în rusă Марк Семёнович Ракита; n. 22 iulie 1938, Moscova, RSFS Rusă, URSS) este un fost scrimer sovietic specializat pe sabie, laureat cu două medalii de aur și două de argint din trei participări ale Jocurile Olimpice din 1964 până în 1972. A fost și campion mondial la individual în 1967 și cvintuplu campion mondial pe echipe în 1965, 1967, 1969, 1970 și 1971.
După ce s-a retras, a devenit antrenor de scrimă. A fost maestrul, printre altele, al lui Viktor Krovopuskov și lui Mihail Burțev. A pregătit lotul olimpic la Jocurile Olimpice din 1976 de la Montréal și la cele din 1980 de la Moscova. De fiecare dată, elevii săi au cucerit aurul atât la individual, cât și pe echipe. A fost numit antrenor emerit (în rusă Заслуженный тренер СССР) în 1979.
Pentru realizările sale, a fost decorat cu Medalia „Pentru muncă susținută”.